# Скуносово
Скуносово (укр. Скуносове) — село,
Октябрьский сельский совет,
Путивльский район,
Сумская область,
Украина.
Код КОАТУУ — 5923886703. Население по переписи 2001 года составляло 439 человек.

## Географическое положение
Село Скуносово находится на левом берегу реки Сейм,
выше по течению на расстоянии в 3,5 км расположено село Дичь (Бурынский район),
ниже по течению на расстоянии в 1 км расположено село Корольки,
на противоположном берегу — город Путивль.
Река в этом месте извилистая, образует лиманы, старицы (Любка) и заболоченные озёра.

## История
- Около села Скуносово обнаружены стоянки времён неолита, поселения эпохи бронзы и раннего железного века.

## Экономика
- Молочно-товарная ферма.
- Агрофирма «Луч».

## Объекты социальной сферы
- Школа.